# Nanocheirodon insignis
Nanocheirodon insignis es una especie de peces de la familia Characidae en el orden de los Characiformes, es la única especie del género Nanocheirodon.

## Morfología
Los machos pueden llegar alcanzar los 2,4 cm de longitud  total.

## Alimentación
Come  larvas de mosquito.

## Hábitat
Vive en zonas de clima tropical.

## Distribución geográfica
Se encuentran en Sudamérica:  cuencas del río Magdalena (Colombia) y del lago Maracaibo.